# Polycarena batteniana
Polycarena batteniana är en flenörtsväxtart som beskrevs av O.M. Hilliard. Polycarena batteniana ingår i släktet Polycarena och familjen flenörtsväxter. Inga underarter finns listade i Catalogue of Life.